# Superleague Formula 2009
La stagione 2009 della Superleague Formula è stato il secondo campionato organizzato dalla Superleague Formula, è iniziato il 28 giugno ed è terminato l'8 novembre.

## Squadre e piloti
| Squadra            | Scuderia                | No. | Pilota             | Round    |
| ------------------ | ----------------------- | --- | ------------------ | -------- |
| Sporting CP        | Zakspeed                | 2   | Pedro Petiz        | Tutti    |
| R.S.C. Anderlecht  | Zakspeed                | 8   | Yelmer Buurman     | Tutti    |
| Milan              | Azerti Motorsport       | 3   | Giorgio Pantano    | Tutti    |
| PSV                | Azerti Motorsport       | 5   | Dominick Muermans  | 1-3      |
| PSV                | Azerti Motorsport       | 5   | Carlo van Dam      | 4-6      |
| CR Flamengo        | Azerti Motorsport       | 7   | Enrique Bernoldi   | 4, 6     |
| CR Flamengo        | Azerti Motorsport       | 7   | Jonathan Kennard   | 5        |
| Roma               | Azerti Motorsport       | 22  | Jonathan Kennard   | 1-3      |
| Galatasaray        | Ultimate Motorsport     | 4   | Duncan Tappy       | 1-2      |
| Galatasaray        | Ultimate Motorsport     | 4   | Scott Mansell      | 3        |
| Galatasaray        | Ultimate Motorsport     | 4   | Ho-Pin Tung        | 4-6      |
| Al Ain FC          | Ultimate Motorsport     | 6   | Miguel Molina      | 1        |
| Al Ain FC          | Ultimate Motorsport     | 6   | Esteban Guerrieri  | 2        |
| Siviglia           | Ultimate Motorsport     | 18  | Esteban Guerrieri  | 3        |
| Siviglia           | Ultimate Motorsport     | 18  | Sébastien Bourdais | 4-6      |
| CR Flamengo        | Delta Motorsport/ADR    | 7   | Enrique Bernoldi   | 1-3      |
| Olympiacos CFP     | GU-Racing International | 9   | Davide Rigon       | 1-3      |
| Olympiacos CFP     | GU-Racing International | 9   | Esteban Guerrieri  | 4-6      |
| Basilea            | GU-Racing International | 10  | Max Wissel         | Tutti    |
| SC Corinthians     | Alan Docking Racing     | 14  | Antônio Pizzonia   | Tutti    |
| Atlético Madrid    | Alan Docking Racing     | 15  | Ho-Pin Tung        | 1-3      |
| Atlético Madrid    | Alan Docking Racing     | 15  | María de Villota   | 4-6      |
| Rangers            | Alan Docking Racing     | 17  | John Martin        | Tutti    |
| Tottenham          | Alan Docking Racing     | 19  | Craig Dolby        | Tutti    |
| Roma               | Alan Docking Racing     | 22  | Franck Perera      | 4        |
| Roma               | Alan Docking Racing     | 22  | Julien Jousse      | 5-6      |
| F.C. Porto         | Hitech Racing           | 16  | Tristan Gommendy   | 1-3, 5-6 |
| F.C. Porto         | Hitech Racing           | 16  | Álvaro Parente     | 4        |
| Liverpool          | Hitech Racing           | 21  | Adrián Vallés      | Tutti    |
| Midtjylland        | Hitech Racing           | 24  | Kasper Andersen    | Tutti    |
| Olympique Lyonnais | Barazi Epsilon          | 69  | Nelson Panciatici  | Tutti    |

- Il numero 13 non è presente per tradizione. Assenti anche i numeri 1, 11, 12, 18 e 20.
- Giorgio Pantano aveva siglato ufficialmente un accordo con la squadra dell'Al Ain FC prima che annunciasse di non essere in grado di partecipare.[27] Rispetto all'anno precedente si sono ritirati anche Siviglia e Borussia Dortmund.

### Collaudatori ufficiali
| Pilota         | Pilota            |
| -------------- | ----------------- |
| Yelmer Buurman | Stamatis Katsimis |
| Bruce Jouanny  | Álvaro Parente    |

## Calendario

### Gare e risultati
| Round | Round | Gara           | Data        | Pole Position   | Giro più veloce   | Squadra vincitrice | Team Vincitore          | Vincitore del weekend           |
| ----- | ----- | -------------- | ----------- | --------------- | ----------------- | ------------------ | ----------------------- | ------------------------------- |
| 1     | R1    | Magny-Cours    | 28 giugno   | SC Corinthians  | Tottenham         | Liverpool          | Hitech Racing           | Liverpool (dopo gara 3)         |
| 1     | R2    | Magny-Cours    | 28 giugno   | Olympiacos CFP  | SC Corinthians    | Milan              | Azerti Motorsport       | Liverpool (dopo gara 3)         |
| 2     | R1    | Zolder         | 19 luglio   | Midtjylland     | Basilea           | Tottenham          | Alan Docking Racing     | Liverpool (per punti totali)    |
| 2     | R2    | Zolder         | 19 luglio   | Atlético Madrid | Tottenham         | Al Ain FC          | Ultimate Motorsport     | Liverpool (per punti totali)    |
| 3     | R1    | Donington Park | 2 agosto    | SC Corinthians  | Basilea           | Basilea            | GU-Racing International | Rangers (dopo gara 3)           |
| 3     | R2    | Donington Park | 2 agosto    | C.R. Flamengo   | SC Corinthians    | F.C. Porto         | Hitech Racing           | Rangers (dopo gara 3)           |
| 4     | R1    | Estoril        | 6 settembre | SC Corinthians  | R.S.C. Anderlecht | Olympiacos CFP     | GU-Racing International | Siviglia (dopo gara 3)          |
| 4     | R2    | Estoril        | 6 settembre | Basilea         | Basilea           | F.C. Porto         | Hitech Racing           | Siviglia (dopo gara 3)          |
| 5     | R1    | Monza          | 4 ottobre   | Olympiacos CFP  | SC Corinthians    | Siviglia           | Reid Motorsport         | Siviglia (Per Punti Totali)     |
| 5     | R2    | Monza          | 4 ottobre   | Sporting CP     | Olympiacos CFP    | Sporting CP        | Zakspeed                | Siviglia (Per Punti Totali)     |
| 6     | R1    | Jarama         | 8 novembre  | Siviglia        | R.S.C. Anderlecht | R.S.C. Anderlecht  | Zakspeed                | R.S.C. Anderlecht (dopo gara 3) |
| 6     | R2    | Jarama         | 8 novembre  | Midtjylland     | F.C. Porto        | Galatasaray        | Reid Motorsport         | R.S.C. Anderlecht (dopo gara 3) |

NOTA - Gara 2 parte con la griglia inversa rispetto ai risultati di Gara 1.

## Risultati della stagione
| Pos | Club               | Piloti             | MAG R1 | MAG R2 | ZOL R1 | ZOL R2 | DON R1 | DON R2 | EST R1 | EST R2 | MON R1 | MON R2 | JAR R1 | JAR R2 | Pts |
| --- | ------------------ | ------------------ | ------ | ------ | ------ | ------ | ------ | ------ | ------ | ------ | ------ | ------ | ------ | ------ | --- |
| 1   | Liverpool          | Adrián Vallés      | 1      | 6      | 3      | 3      | 6      | 6      | 2      | 9      | 4      | 5      | 7      | 4      | 412 |
| 2   | Tottenham          | Craig Dolby        | 3      | 10     | 1      | 9      | 5      | 4      | 8      | 18     | 5      | 2      | 4      | 2      | 382 |
| 3   | Basilea            | Max Wissel         | 10     | 3      | 4      | 8      | 1      | 3      | NP     | 11     | 9      | 14     | 5      | 8      | 308 |
| 4   | R.S.C. Anderlecht  | Yelmer Buurman     | 2      | 5      | 8      | 14     | 16     | NP     | 4      | 4      | 6      | 6      | 1      | 15     | 305 |
| 5   | F.C. Porto         | Tristan Gommendy   | 16     | 7      | 12     | 7      | 8      | 1      |        |        | 7      | 13     | 6      | 5      | 302 |
| 5   | F.C. Porto         | Álvaro Parente     |        |        |        |        |        |        | 16     | 1      |        |        |        |        | 302 |
| 6   | Olympiacos CFP     | Davide Rigon       | 18     | 2      | 10     | 4      | 17     | 15     |        |        |        |        |        |        | 300 |
| 6   | Olympiacos CFP     | Esteban Guerrieri  |        |        |        |        |        |        | 1      | 14     | 2      | 4      | 8      | 10     | 300 |
| 7   | Milan              | Giorgio Pantano    | 12     | 1      | 5      | 11     | 4      | 17     | 6      | 6      | 15     | 11     | 3      | 14     | 286 |
| 8   | SC Corinthians     | Antônio Pizzonia   | 4      | 9      | 17     | 12     | 3      | 8      | 3      | 5      | 10     | 9      | 14     | 18     | 264 |
| 9   | Siviglia           | Esteban Guerrieri  |        |        |        |        | 11     | 13     |        |        |        |        |        |        | 253 |
| 9   | Siviglia           | Sébastien Bourdais |        |        |        |        |        |        | 11     | 2      | 1      | 3      | 2      | 6      | 253 |
| 10  | Rangers            | John Martin        | 17     | 16     | 2      | 15     | 2      | 16     | 5      | 8      | 11     | 12     | 10     | 9      | 241 |
| 11  | Galatasaray        | Duncan Tappy       | 5      | 11     | 9      | 16     |        |        |        |        |        |        |        |        | 239 |
| 11  | Galatasaray        | Scott Mansell      |        |        |        |        | 13     | 12     |        |        |        |        |        |        | 239 |
| 11  | Galatasaray        | Ho-Pin Tung        |        |        |        |        |        |        | 17     | 7      | 8      | 7      | 16     | 1      | 239 |
| 12  | Sporting CP        | Pedro Petiz        | 7      | 17     | 16     | 13     | 12     | 2      | 9      | 17     | 18     | 1      | 13     | 13     | 215 |
| 13  | Roma               | Jonathan Kennard   | 15     | 14     | 11     | 5      | 7      | 10     |        |        |        |        |        |        | 211 |
| 13  | Roma               | Franck Perera      |        |        |        |        |        |        | 7      | 12     |        |        |        |        | 211 |
| 13  | Roma               | Julien Jousse      |        |        |        |        |        |        |        |        | 3      | 17     | 15     | 16     | 211 |
| 14  | Midtjylland        | Kasper Andersen    | 8      | 15     | 13     | 6      | 10     | 5      | 15     | 16     | 12     | 16     | 18     | 3      | 203 |
| 15  | Atlético Madrid    | Ho-Pin Tung        | 14     | 12     | 18     | 2      | 9      | 7      |        |        |        |        |        |        | 202 |
| 15  | Atlético Madrid    | María de Villota   |        |        |        |        |        |        | 14     | 13     | 14     | 10     | 17     | 7      | 202 |
| 16  | CR Flamengo        | Enrique Bernoldi   | 6      | 8      | 7      | 18     | 18     | 14     | 13     | 3      |        |        | 11     | 12     | 191 |
| 16  | CR Flamengo        | Jonathan Kennard   |        |        |        |        |        |        |        |        | 17     | 18     |        |        | 191 |
| 17  | Olympique Lyonnais | Nelson Panciatici  | 13     | 13     | 14     | 10     | 14     | 9      | 12     | 15     | 13     | 15     | 9      | 11     | 160 |
| 18  | PSV                | Dominick Muermans  | 11     | 18     | 15     | 17     | 15     | 11     |        |        |        |        |        |        | 145 |
| 18  | PSV                | Carlo van Dam      |        |        |        |        |        |        | 10     | 10     | 16     | 8      | 12     | 17     | 145 |
| 19  | Al Ain FC          | Miguel Molina      | 9      | 4      |        |        |        |        |        |        |        |        |        |        | 135 |
| 19  | Al Ain FC          | Esteban Guerrieri  |        |        | 6      | 1      |        |        |        |        |        |        |        |        | 135 |
| Pos | Club               | Piloti             | MAG R1 | MAG R2 | ZOL R1 | ZOL R2 | DON R1 | DON R2 | EST R1 | EST R2 | MON R1 | MON R2 | JAR R1 | JAR R2 | Pts |

| Pos.  | 1° | 2° | 3° | 4° | 5° | 6° | 7° | 8° | 9° | 10° | 11° | 12° | 13° | 14° | 15° | 16° | 17° | 18° | 19° | 20° | 21° | 22° | NP |
| Punti | 50 | 45 | 40 | 36 | 32 | 29 | 26 | 23 | 20 | 18  | 16  | 14  | 12  | 10  | 8   | 7   | 6   | 5   | 4   | 3   | 2   | 1   | 0  |
| ----- | -- | -- | -- | -- | -- | -- | -- | -- | -- | --- | --- | --- | --- | --- | --- | --- | --- | --- | --- | --- | --- | --- | -- |